# 戸塚純貴
戸塚 純貴（とづか じゅんき、1992年〈平成4年〉7月22日 - ）は、日本の俳優。
岩手県盛岡市出身、ボックスコーポレーション所属。盛岡中央高等学校卒業。2010年に開催された第23回ジュノン・スーパーボーイ・コンテストにて「理想の恋人賞」を受賞し、芸能界入りする。
2011年5月、同コンテスト同期のファイナリスト12人で結成された「劇男JB」旗揚げ公演に出演し、同年7月のテレビドラマ『花ざかりの君たちへ〜イケメン☆パラダイス〜2011』で俳優デビュー。2012年9月から『仮面ライダーウィザード』に奈良瞬平役で出演。2013年公開の映画『風切羽〜かざきりば〜』にて、秋月三佳とともに主演を務める。

## 人物
- 将来は自動車整備士になりたいと希望し、専門学校で学んでいた。母親が芸能界入りを望んでおり、密かに第23回ジュノン・スーパーボーイ・コンテストに推薦応募していた。自動車整備士としての就活が東日本大震災の時期と重なり、上京の予定がずれ込むなどのハプニングで就活がうまくいかず失敗、失望のさなかに同コンテストの書類選考通過の通知が届く。当初はさほど乗り気ではなかったものの、ファイナリストのオーディションからブログをみて応援してくれる人がいると知り、一念発起した[10]。
- 前述のように自動車整備士になりたかったためそれに関する資格を有しており、公式プロフィールの特技欄に記載されている。
- 自動車だけに及ばずオートバイも好きである[11]。バイク雑誌の表紙を飾ったこともある[12]。
- コメディアンとしての芝居に興味があり、最も尊敬している役者はジム・キャリー。悲しさも伝えられる喜劇役者を目指している[13]。
- 所ジョージが好き[13]。
- 作品の役作りで初めてやることがそのまま自身の趣味になることが多く、サウナや温泉巡り、ギター演奏、バイクの整備が趣味[13]。
- 好きな食べ物はエビチリ[13]。

## 出演

### テレビドラマ
- 花ざかりの君たちへ〜イケメン☆パラダイス〜2011（2011年7月10日 - 9月18日、フジテレビ） - 九段下武 役
- 仮面ライダーウィザード（2012年9月2日 - 2013年9月29日、テレビ朝日） - 奈良瞬平 役
- シンドラ 集合住宅の恐怖 第1回 第1話「自我とエス」（2014年2月28日、フジテレビ） - 主演・栄治 役
- なぞの転校生（2014年1月11日 - 3月29日、テレビ東京） - 鈴木拓郎 役
- お家さん（2014年5月9日、読売テレビ） - 川添 役
- 博多ステイハングリー2 夢王（2014年7月9日 - 10月1日、テレビ西日本） - 羽柴トオル 役
- アオイホノオ 第11話（2014年9月27日、テレビ東京）
- すべてがFになる 第1話・第2話（2014年10月21日・28日、フジテレビ） - 荒井正直 役
- 私たちがプロポーズされないのには、101の理由があってだな 第14話（2015年2月10日、LaLa TV） - 明 / 広太 役
- 水曜ミステリー9「ハガネの警察医」（2015年4月22日、テレビ東京） - 野々村大樹 役
- 東京撫子 第11話（2015年6月14日、テレビ東京）
- 鉄神ガンライザーNEO2（2015年8月9日 - 11月15日、テレビ岩手） - 時雨 役
- JKは雪女（2015年9月28日 - 10月19日、毎日放送） - 志羽龍之介 役[14]
- エンジェル・ハート（2015年10月 - 12月、日本テレビ） - ロッコ 役
- 新・牡丹と薔薇（2015年12月、東海テレビ） - 吉田多摩留 役
- 土曜ワイド劇場「おみやさんスペシャル」（2016年2月13日、テレビ朝日） - 志村大樹 役
- ナイトヒーロー NAOTO 第2話（2016年4月23日、テレビ東京） - 古谷 役
- 月曜名作劇場「警視庁心理捜査官・明日香5」（2016年5月16日、TBS） - 倉地亘 役
- 警視庁・捜査一課長 第7話（2016年5月26日、テレビ朝日） - 千葉群真 役
- 侠飯〜おとこめし〜（2016年7月 - 9月、テレビ東京） - 塩之谷洋介 役[15]
- ラブラブエイリアン 第4話（2016年7月21日、フジテレビ） - 田尻 役
- 勇者ヨシヒコと導かれし七人 第1話（2016年10月7日、テレビ東京） - 忍者 役
- カインとアベル（2016年10月 - 12月、フジテレビ） - 三沢陽太 役[16]
- 世にも奇妙な物語 '16秋の特別編「貼られる!」（2016年） - 日下部篤弘 役
- ドラマ甲子園「変身」（2016年10月19日、フジテレビTWO） - 主演・桜井祐介 役[17]
- スーパーサラリーマン左江内氏 第3話（2017年1月28日、日本テレビ） - しのぶ 役
- ストリートワイズ・イン・ワンダーランド 〜事件の方が放っておかない探偵〜（2017年3月27日・2018年3月20日・27日、フジテレビ） - エリート刑事・三上 役
- PTAグランパ!（2017年4月 - 5月、NHK BSプレミアム） - 織部結真 役
  - PTAグランパ2!（2018年4月 - 5月）
- 警視庁ゼロ係〜生活安全課なんでも相談室〜（テレビ東京） - 太田文平 役
  - SECOND SEASON（2017年7月21日 - 9月15日）
  - THIRD SEASON（2018年7月20日 - 9月14日）
  - SEASON4（2019年7月19日 - 9月6日）
  - 出張捜査SP（2021年1月25日）
  - SEASON5（2021年4月30日 - 7月2日）
- 花のち晴れ〜花男 Next Season〜 第1話（2018年4月17日、TBS） - 前野 役
- 孤独のグルメ Season7 第4話（2018年4月28日、テレビ東京） - 沼田 役
- 家政夫のミタゾノ 第2シリーズ 第3話（2018年5月4日、テレビ朝日） - 三島孝文 役
- 幸色のワンルーム（2018年7月 - 9月、朝日放送テレビ） - 形切診 役
- 今日から俺は!! 第4話（2018年11月4日、日本テレビ） - 純一 役
- リーガルV〜元弁護士・小鳥遊翔子〜 第5話（2018年11月15日、テレビ朝日） - 武藤正洋 役
- 私のおじさん〜WATAOJI〜（2019年1月11日 - 3月8日、テレビ朝日） - 九条隼人 役
- 4K大型時代劇スペシャル 紀州藩主・徳川吉宗（2019年2月8日、BS朝日） - 辰五郎 役
- 不甲斐ないこの感性を愛してる（2019年4月1日、フジテレビ）
- スパイラル〜町工場の奇跡〜（2019年4月15日 - 6月3日、テレビ東京） - 藤村望 役
- スカム 第1話・最終話（2019年7月1日・8月26日、MBS） - 田中祥太郎 役[18]
- 監察医 朝顔 第1シリーズ 第10話（2019年9月16日、フジテレビ）- 大学生 役
  - 監察医 朝顔2022スペシャル（2022年9月26日、フジテレビ）- 小学校の担任 役[19]
- ドクターX〜外科医・大門未知子〜 第6期（2019年10月17日 - 12月19日、テレビ朝日系） - 多古幸平 役
- ブラック校則 第3話（2019年10月29日、日本テレビ） - 月岡文弥 役[20]
- 知らない人んち(仮) 〜あなたのアイデア、来週放送されます!〜（2019年11月5日 - 26日、テレビ東京） - アク 役[21]
- 死にたい夜にかぎって（2020年2月24日 - 3月30日、毎日放送） - 黒田 役[22]
- 純喫茶に恋をして（フジテレビ ONE TWO NEXT） - 主演・烏山純平 役[23]
  - 第1シーズン  2020年2月8日 - 3月28日
  - 第2シーズン  2020年10月 - 12月
  - 第3シーズン  2021年4月24日 - 9月25日
  - 第4シーズン  2022年4月3日 - 6月5日
- まとわりつくオンナ - 五つの地獄編 第2話（2020年3月6日、TBS）[24]
- 捨ててよ、安達さん。 第2話（2020年4月25日、テレビ東京） - レジ袋 役
- 親バカ青春白書（2020年8月2日 - 9月13日 、日本テレビ） - 根来恭介 役[25]
- ポリス×戦士 ラブパトリーナ! 第3話（2020年8月9日、テレビ東京） - 二又吉直哉 役
- 教場II（2021年1月3日・4日、フジテレビ） - 吉村健太 役[26]
- 遺留捜査（テレビ朝日） - 沖田悟 役 
  - 第6シーズン（2021年1月21日 - 3月18日）
  - 第7シリーズ（2022年7月14日 - 9月15日）[27]
  - スペシャル（2023年9月21日）[28]
- でっけぇ風呂場で待ってます（2021年1月25日 - 4月6日、日本テレビ） - 竹ノ森光太郎 役[29]
- あなた犯人じゃありません 第5話（2021年2月12日、テレビ東京）
- 特集ドラマ いないかもしれない（2021年3月29日、NHK総合） - 小田嶋祐介 役[30]
- コタローは1人暮らし（2021年5月8日 - 6月26日、テレビ朝日） - 矢野来夢 役[31]
- ナイト・ドクター（2021年6月21日 - 9月13日、フジテレビ） - 佐野大輔 役[32]
- サ道2021 第4話（2021年7月31日、テレビ東京） - 吉田くん 役
- 警視庁ひきこもり係（2021年8月5日、テレビ朝日） - 草壁栄次 役
- 恋です！〜ヤンキー君と白杖ガール〜（2021年10月6日 - 12月15日、日本テレビ） - 緑川花男 役[33]
- 漂着者（2021年7月23日、テレビ朝日） - 野間健太 役
- ラジエーションハウスII〜放射線科の診断レポート〜 第7話（2021年11月15日、フジテレビ） - 今井陽一 役
- ユーチューバーに娘はやらん!（2022年1月17日 - 3月28日、テレビ東京） - TAKTAK 役[34]
- 恋なんて、本気でやってどうするの?（2022年4月18日 - 6月20日、関西テレビ・フジテレビ系） - 大津浩志 役[35]
- 金田一少年の事件簿 第9話・最終話（2022年6月26日・7月3日、日本テレビ） - 白神海人 役[36]
- ホリデイ〜江戸の休日〜（2023年1月6日、テレビ東京） - AP・関根 役[37]
- かりあげクン（2023年1月7日 - 3月25日、BS松竹東急） - 主演・かりあげ正太 役[38]
- イチケイのカラス スペシャル（2023年1月14日、フジテレビ） - 岡林保 役[39]
- リエゾン -こどものこころ診療所-（2023年1月20日 - 、テレビ朝日） - 川島雅紀 役[40]
- キッチン革命 第2夜（2023年3月26日、テレビ朝日） - 津川修平 役[41]
- だが、情熱はある（2023年4月9日 - 6月25日、日本テレビ） - 春日俊彰 役[42]
- スーパーのカゴの中身が気になる私（2023年7月23日 - 9月30日、中京テレビ） - 主演・十文字雄三 役[43]
- 24時間テレビ ドラマスペシャル『虹色のチョーク 知的障がい者と歩んだ町工場のキセキ』（2023年8月26日、日本テレビ） - 東村勝也 役[44]
- ゼイチョー〜『払えない』にはワケがある〜 第2話（2023年10月21日、日本テレビ） - 内田卓也 役[45]
- うちの弁護士は手がかかる 第4話（2023年11月3日、フジテレビ） - 木原健太 役[46]
- 君が死ぬまであと100日 第8話（2023年12月12日、日本テレビ） - カミサマ 役[47]
- ハコビヤ 第1話（2024年1月13日、テレビ東京） - 平野壮馬 役[48]
- マルス-ゼロの革命-（2024年1月23日 - 3月19日、テレビ朝日） - 大城大木 / ウド 役[49][50]
- となりのナースエイド 第3話（2024年1月24日、日本テレビ） - 内藤雄二 役[51]
- 舟を編む 〜私、辞書つくります〜 第4話（2024年3月10日、NHK BS・NHK BSプレミアム4K） - 夏川颯太 役[52]
- 肝臓を奪われた妻（2024年4月3日 - 6月26日、日本テレビ） - 小栗健 役[53]
- 連続テレビ小説 虎に翼（2024年、NHK） - 轟太一 役[54]
- 青島くんはいじわる（2024年7月6日 - 9月14日、テレビ朝日） - 谷崎真司 役[55]
- 新宿野戦病院 第10話（2024年9月4日、フジテレビ） - 板垣凌介 役[56]
- ホンノウスイッチ（2025年1月11日 - 3月15日、テレビ朝日） - 吉田総介 役[57]
- アンサンブル（2025年1月18日 - 3月22日、日本テレビ） - 安田樹理 役[58]
- 波うららかに、めおと日和（2025年4月24日 - 6月26日、フジテレビ） - 坂井嘉治 役[59]
- ドラマフィル バレエ男子!（2025年5月2日 - 6月20日、毎日放送） - 主演・小林八誠 役[60]
- しあわせな結婚 第1話（2025年7月17日、テレビ朝日） - 磯村正 役[61]

### 映画
- 青いソラ白い雲（2012年3月31日）
- リアル鬼ごっこ3（2012年5月12日）
- 1+1=11（2012年）
- ヘルタースケルター（2012年7月14日、アスミック・エース） - 撮影スタッフ 役
- 仮面ライダーシリーズ（東映） - 奈良瞬平 役
  - 仮面ライダー×仮面ライダー ウィザード&フォーゼ MOVIE大戦アルティメイタム（2012年12月8日）
  - 仮面ライダー×スーパー戦隊×宇宙刑事 スーパーヒーロー大戦Z（2013年4月27日）
  - 劇場版 仮面ライダーウィザード in Magic Land（2013年8月3日）
  - 仮面ライダー×仮面ライダー 鎧武&ウィザード 天下分け目の戦国MOVIE大合戦（2013年12月14日）
- 風切羽〜かざきりば〜（2013年6月22日） - 主演・ケンタ 役
- 劇場版 獣電戦隊キョウリュウジャー ガブリンチョ・オブ・ミュージック（2013年8月3日、東映） - 友情出演
- 上京ものがたり（2013年8月24日） - ザイゼン 役
- 少女は異世界で戦った（2014年）
- 恐喝少女（2014年） - 温 役
- Starting Over（2014年） - 増田大我 役
- アウターマン（2015年） - 森脇幸一 役
- けんじ君の春（2015年） - 主演・沢口けんじ 役
- 先輩と彼女（2015年） - 矢田哲雄 役
- 東北 未来くるストーリー短編映画 未来のカケラ（2016年） - 順平 役
- ライチ☆光クラブ（2016年、日活） - デンタク 役
- HK 変態仮面 アブノーマル・クライシス（2016年、東映） - 大金ホールディングス幹部 役
- ケアニン〜あなたでよかった〜（2017年、ユナイテッドエンタテインメント） - 主演・大森圭 役[62]
  - ケアニン〜こころに咲く花〜（2020年4月3日）[63]
- ラブ×ドック（2018年5月11日、アスミック・エース）
- 銀魂2 掟は破るためにこそある（2018年8月17日、ワーナー・ブラザース映画） - 山崎退 役[64]
- 純平、考え直せ（2018年、アークエンタテインメント）
- 走れ!T校バスケット部（2018年、東映） - 川崎裕太 役
- 青の帰り道（2018年、NexTone） - コウタ 役[65]
- シスターフッド（2019年、sky-key factory） - 淳太 役
- ピア〜まちをつなぐもの〜（2019年、ユナイテッドエンタテインメント） - 大森圭 役
- 僕とケアニンとおばあちゃんたちと。（2019年5月、ワンダーラボラトリー） - ナレーション
- ブラック校則（2019年11月1日、松竹） - 月岡文弥 役[66]
- MANRIKI（2019年11月29日、HIGH BROW CINEMA）
- “隠れビッチ”やってました。（2019年12月6日、キノフィルムズ） - 船木誠勝 役
- MIRRORLIAR FILMS Season4『女優iの憂鬱／COMPLY+-ANCE』（2022年9月2日）[67][68]
- 水は海に向かって流れる（2023年6月9日、ハピネットファントム・スタジオ） - 泉谷颯 役[69]
- 法廷遊戯（2023年11月10日、東映） - 藤方賢二 役[70]
- 翔んで埼玉 〜琵琶湖より愛をこめて〜（2023年11月23日、東映） - 白鵬堂学院の野球部の男 役[71]
- ある閉ざされた雪の山荘で（2024年1月12日、ハピネットファントム・スタジオ） - 雨宮恭介 役[72][73]
- 赤羽骨子のボディガード（2024年8月2日、松竹） - 迅来風太 役[74]
- スオミの話をしよう（2024年9月13日、東宝） - 乙骨直虎 役[75]
- まる（2024年10月18日、アスミック・エース） - 田中 役[76]
- 秒速5センチメートル（2025年10月10日公開予定、東宝） - 酒井直 役[77]

#### 短編映画
- 出発×泡と羊（2015年） - 主演・根本 役（平埜生成、足立理とトリプル主演）
- Short Trial Project 2023『さよならを決めた日』（2023年10月6日） - 主演[78]

### 劇場アニメ
- ホウセンカ（2025年秋公開予定、ポニーキャニオン） - 主演・阿久津実（過去） 役（小林薫とダブル主演）[79]

### 配信ドラマ
- ネット版 仮面ライダー×スーパー戦隊×宇宙刑事 スーパーヒーロー大戦乙!〜Heroo!知恵袋〜あなたのお悩み解決します!（2013年、東映特撮BB・テレ朝動画） - 奈良瞬平 役
- 結婚させてください!! エピソード3「愛とトマト」（2014年、NOTTV）
- サクラ咲く（2016年3月、NOTTV）
- 宇宙の仕事 第3話（2016年、Amazon Prime Video） - サンバ族 役
- ホラーアクシデンタル2「#4 純粋理性批判」（2016年、フジテレビオンデマンド） - 渋谷敏則 役[80]
- 銀魂 -ミツバ篇-（2017年、dTV） - 山崎退 役[81]
- 銀魂2 -世にも奇妙な銀魂ちゃん-（2018年、dTV） - 山崎退 役
- 高嶺と花（2019年3月18日 - 5月6日、FOD） - 霧ヶ崎英二 役
- 初情事まであと1時間 第10話 (2021年9月10日、TELASA・J:COMオンデマンドなど) - 鈴木 役[82]
- チャンネル登録お願いします!（2022年2月21日 - 3月28日、Paravi） - 主演・TAKTAK 役[83]
- 【推しの子】（2024年11月28日 - 12月5日、Amazon Prime Video） - GOA 役[84]
- 風俗嬢の送迎車（2025年1月16日 -、タテドラ） - 主演[85][86]

### オリジナルビデオ
- 報復（かえし）（2017年11月、オールインエンタテインメント） - 森田 役[87]
- 報復（かえし）2（2017年12月、オールインエンタテインメント）[88]

### 舞台
- 劇男JB 旗揚げ公演（2011年5月、アクアスタジオ）
- 劇男JB 第2回公演（2011年8月、アクアスタジオ）
- ゴジラ（2011年9月 - 10月、シアターモリエール）
- The Night of Christmouse 〜クリスマウスの夜〜（2011年12月、SPACE107）
- 悲しき天使（2012年2月、シアターグリーン）
- 合唱ブラボー!（2012年4月、CBGKシブゲキ!!） - 桜井千晶 役
- 移動するプリズン（2013年10月 - 11月、千本桜ホール）
- フランダースの負け犬（2014年7月、シアターサンモール）
- スマートモテリーマン講座（2017年11月2日 - 12月30日、天王洲 銀河劇場） - さえないサラリーマン・卓 役
- 続・時をかける少女（2018年2月、東京グローブ座） - ケンソゴル 役
- VAMP SHOW ヴァンプショウ（2022年8月、PARCO劇場 ほか） - 丹下和美 役[89][90]
- たぶんこれ銀河鉄道の夜（2023年3月17日 - 4月2日、東京・紀伊國屋サザンシアター TAKASHIMAYA / 4月8日 - 9日、愛知・ウインクあいち 大ホール / 4月11日、高知・高知県立県民文化ホール・オレンジホール / 4月15日 - 16日、大阪・サンケイホールブリーゼ） - シゲフミ 役[91]
- グラウンドホッグ・デー（2024年11月11日 - 22日、東京・東京国際フォーラム ホールC / 11月27日 - 12月1日、大阪・新歌舞伎座 / 12月5日 - 8日、愛知・御園座） - ネッド・ライアーソン 役[92]
- マイクロバスと安定（2025年11月8日 - 12月27日〈予定〉、本多劇場 他）[93][94]

### バラエティ
- 方言彼氏。（2013年10月 - 12月、東名阪ネット6・ひかりTV）
- 痛快TV スカッとジャパン（2014年10月 - 、フジテレビ） - ショートドラマ出演 太字は主演

第9回 #4「黒い生徒会選挙」
第24回 #7「となりの寿司ドロボー」
第28回 #5「俺を怒らせるなよ」
第31回 #7「自分勝手なテラハ憧れデート」
第36回 #3「映画館の迷惑バカップル」
第40回 #3「美意識が高すぎる彼氏」
第44回 #3「俺は、モデルだから!」
第49回 #3「ミリタリー彼氏」
第51回 #2「手料理ボロカス彼氏」

### ラジオ
- 青春アドベンチャー ラジオドラマ「ピーチ・ガイ ～ハリウッド・リメイク『桃太郎』～」（2021年11月1日 - 12日、NHK-FM） - 東森賢治 役[95][96]

### CM
- 東京ディズニーシー「春のキャンパスデーパスポート2012」（2012年）
- 日清食品「カップヌードル」 現代のサムライ篇（2014年）
- Windows 10「ワールドカップバレーボール2015 Special Movie」 きっかけ篇（2015年）
- リクルート ゼクシィ『ふたりの法則』踊りだしたら篇（2016年5月 - ）※吉岡里帆と共演[97]
- 明治安田生命「ライト！モッタイナイ」篇（2016年9月 - ）[98]
- Amazonプライム「モーターバイク」篇（2017年8月 - ）
- 吉野家「新麦とろ牛皿御膳」（2018年6月 - ）
- Tver 「テレビトーク」シリーズ（2020年10月 - ）[99]
- 東京建物「まちと、あなたと、次の物語を。」篇（2021年6月 - ）
- PlayStation「彼がプレイしている人気ゲームは？ 篇」（2022年）
- 復興水産加工業販路回復促進センター「UMIUMA うみうまキャプテン」篇（2022年11月 - ）[100]

### MV
- 藤田麻衣子「この恋のストーリー」（2014年）
- LUCCI「FROG」（2015年）
- GReeeeN「遠くの空 指さすんだ」（2016年）
- リアクション ザ ブッタ「After drama」（2017年）